# Birmanes
Os birmanes ou bramás (ou ainda bermás, bermãs, bama, bermanos, birmãs, birmanenses, birmanianos, birmanos ou birmaneses) (birmanês : ဗမာလူမျိုး ; MLCTS : ba. ma lu. myui: ; AFI: [bəmàː]) são o principal grupo étnico da Birmânia. São um povo sino-tibetano. Embora há mais de um século não ocorra um censo confiável no país, segundo estimativas grosseiras os birmanes formam aproximadamente 68% (30 000 000 habitantes) da população. Os birmanes costumam apresentar cabelo liso negro e pele mais escura, embora o tom possa variar devido a miscigenação.
Os birmanes ou bramás são frequentemente chamados simplesmente de birmaneses, embora o termo seja ambíguo, pois pode referir-se a qualquer nacional da Birmânia, mesmo os de outras etnias (como os karens (ou "Kayin"), os shans, os kachins, os mons etc).
Os birmanes falam a língua birmanesa, da família sino-tibetana e são, em sua maioria, budistas teravadas.
Os Bramás são originários do Tibete. Há 3 000 anos, começaram a migrar para o sul, para estabelecerem-se no vale do Rio Irauádi. Suplantaram assim os mons e os Pyu, populações que ocupavam esta região antes deles.